# Diplazon orbitalis
Diplazon orbitalis là một loài tò vò trong họ Ichneumonidae.